# Binali Yıldırım

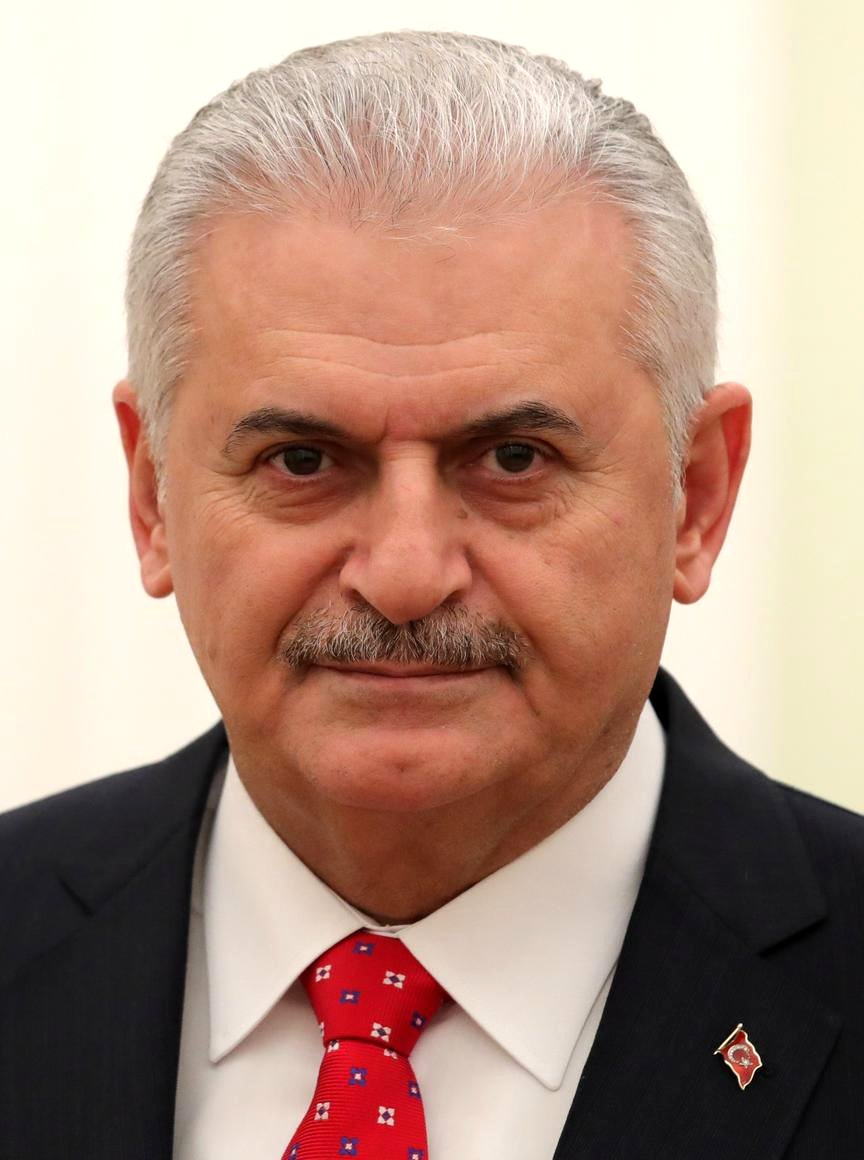
Binali Yıldırım (2016)

Binali Yıldırım [binaːˌli jɯldɯˈɾɯm] (* 20. Dezember 1955 in Refahiye, Provinz Erzincan) ist ein türkischer Politiker. Er war bis zum 9. Juli 2018 der letzte Ministerpräsident der Republik Türkei. Er ist Gründungsmitglied und war von Mai 2016 bis Mai 2017 Vorsitzender der regierenden Partei für Gerechtigkeit und Aufschwung (AKP). Yıldırım gilt als treuer Gefolgsmann von Präsident Erdoğan. Seit 2021 ist Yıldırım Vizepräsident der AKP.

## Kindheit und Ausbildung
Binali Yıldırım wurde 1955 in Refahiye, Provinz Erzincan geboren. Den Namen Binali gab ihm ein alevitischer Nachbar seiner Familie; er bedeutet auf Arabisch „Sohn des Ali“.
Yıldırım absolvierte ein Studium zum Schiffbauingenieur an der Fakultät für Schiffbau und Meerestechnik der Technischen Universität Istanbul. Seine Fachausbildung erhielt er an der Weltschifffahrts-Universität in Malmö.
An derselben Universität war er Assistent und Forschungsmitarbeiter. Yıldırım arbeitete auf der Camialtı-Werft und war in verschiedenen Führungspositionen in der Generaldirektion für Schiffbauindustrie. Er war Generaldirektor der Meeresbusse Istanbul (İstanbul Deniz Otobüsleri, İDO). Er wurde in das Führungsgremium der Weltschifffahrts-Universität gewählt.

## Karriere

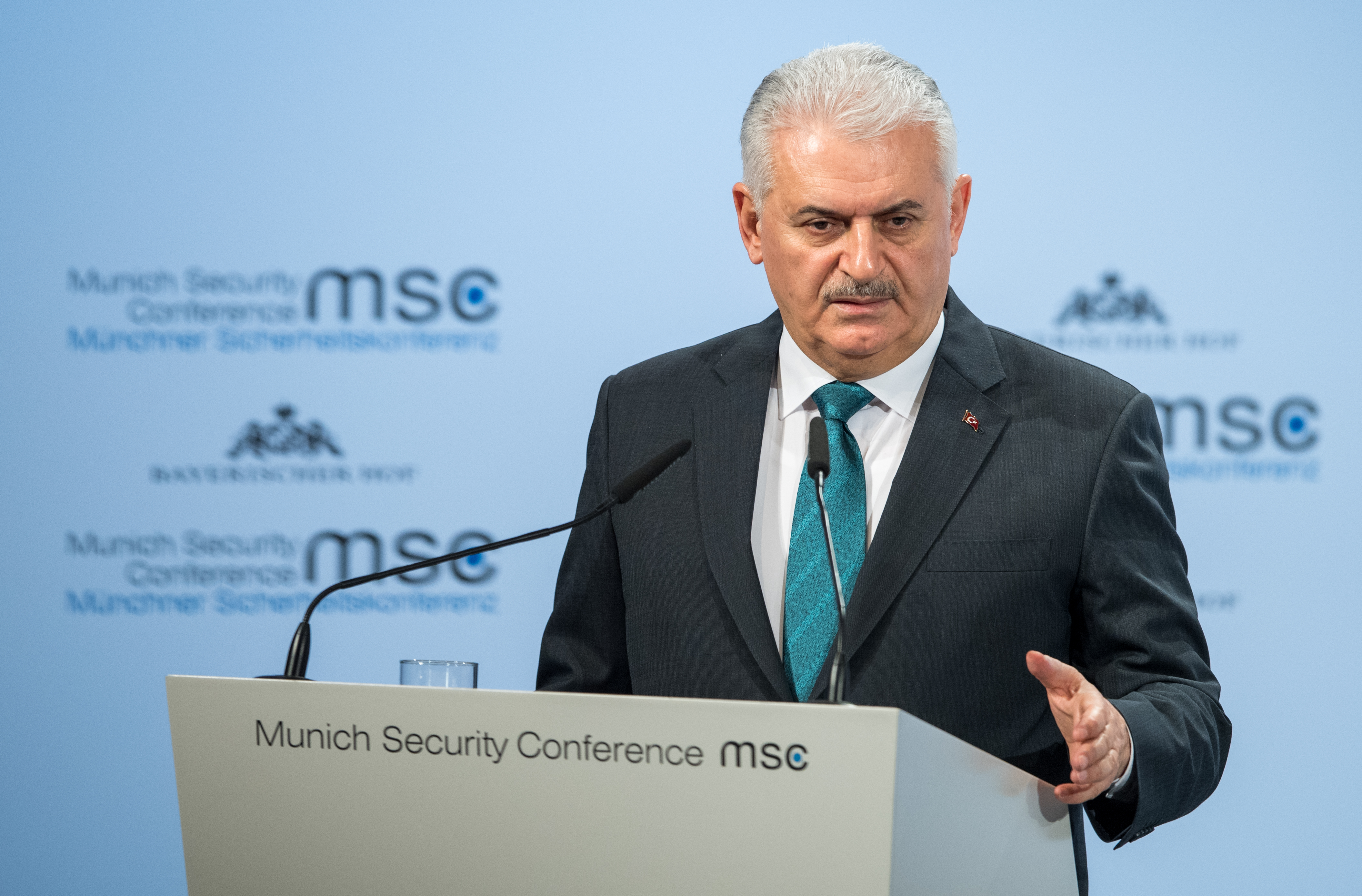
Yıldırım während der 54. MSC 2018

### Parlamentsabgeordneter
vom 14. Oktober 2002 bis zum 22. Juli 2007 war Yildirim Abgeordneter der Partei für Gerechtigkeit und Aufschwung (AKP) für Wahlkreis 1 der Provinz Istanbul der Großen Nationalversammlung. Bei der Parlamentswahl 2007 zog er als Abgeordneter der Provinz Erzincan in die Nationalversammlung ein. 2011, 2015 und 2018 gelang ihm der Einzug ins Parlament als Abgeordneter der Provinz Izmir.
Am 12. Juli 2018 wurde er zum Parlamentspräsidenten der 27. Nationalversammlung der Türkei gewählt. Von dem Posten trat er im Februar 2019 zurück, um bei der Bürgermeisterwahl in Istanbul im März 2019 antreten zu können.

### Verkehrsminister
Yıldırım hatte in der 58., 59., 60. und 61. Regierung der Türkei den Posten des Verkehrsministers inne, womit er – abgesehen von dreimonatigen Unterbrechungen in den Jahren 2007 und 2011 – 11 Jahre am Stück (von 2002 bis 2013) Verkehrsminister war. Die dreimonatigen Auszeiten waren wegen Artikel 114 der türkischen Verfassung notwendig geworden. Demnach soll der Verkehrsminister, insofern er einer Partei angehört, vor einer Parlamentswahl zurücktreten und durch einen Unabhängigen ersetzt werden.
Als Reaktion auf den Korruptionsskandals in der Türkei 2013 bildete der damalige Ministerpräsident Erdoğan sein Kabinett um und entließ zehn Minister, zu denen auch Yıldırım gehörte.
Im dritten Kabinett Davutoğlu war Yıldırım seit dem 24. November 2015 erneut Minister für Transport, Seewesen und Kommunikation.

### Kandidaturen bei Bürgermeisterwahlen
Bei der Kommunalwahl 2014 trat er als Kandidat für das Bürgermeisteramt in der Großstadt Izmir an, unterlag aber dem Amtsinhaber Aziz Kocaoğlu von der Republikanischen Volkspartei (CHP).
Yıldırım trat bei der Kommunalwahl 2019 als Kandidat für den Posten des Bürgermeisters von Istanbul an. Er unterlag dabei dem CHP-Politiker Ekrem İmamoğlu.

### Ministerpräsident
Am 22. Mai 2016 wurde er als Nachfolger von Ahmet Davutoğlu zum AKP-Vorsitzenden gewählt und trat damit dessen Nachfolge als türkischer Ministerpräsident an. Als Priorität seiner Amtszeit führte Yıldırım die von Präsident Erdoğan vorangetriebene Einführung eines Präsidialregimes an. Am 24. Mai 2016 stellte er seine Regierung vor.
Am 18. Februar 2017 sorgte in Deutschland Yıldırıms Auftritt in der Stadt Oberhausen für eine Kontroverse, wo er für die Einführung des von Präsident Erdoğan propagierten Präsidialregimes in der Türkei warb. Das Amt des Ministerpräsidenten wurde im Zuge der Verfassungsreform 2017 abgeschafft.

## Privatleben
Yıldırım ist verheiratet und Vater von drei Kindern. 
Im November 2017 wurde bekannt, dass es Verstrickungen der Söhne Ahmet und Erkan Yıldırım in den Paradise Papers gibt. Sedat Peker behauptete 2021, dass Erkan Yıldırım im internationalen Drogenschmuggel verwickelt war.
Yıldırım spricht neben seiner türkischen Muttersprache auch Englisch und Französisch.

## Auszeichnungen
- 1999 erhielt Yıldırım den Qualitätspreis (Quality in Tourism Award) des Berufsverbands Skål International für seine Verdienste um die öffentliche maritime Beförderung und Tourismus.[4]

- 2011 Ehrendoktorwürde der TU Berlin[21]